# Jane Cowell-Poitras
Jane Cowell-Poitras, née en 1953 à Londres, est une femme politique québécoise, mairesse par intérim de Montréal du 5 au 16 novembre 2012, après la démission du maire Gérald Tremblay, puis une seconde fois du 18 au 25 juin 2013, après la démission de Michael Applebaum. Elle est également conseillère municipale de la ville de Lachine de 1988 à 2001 puis de l'arrondissement homonyme de 2001 à 2012.

## Biographie
Élue conseillère municipale de la ville de Lachine, sur l'île de Montréal, en 1988, Jane Cowell-Poitras exercera cette fonction jusqu'à la fusion de Lachine avec la ville de Montréal en 2001. Dans le nouvel arrondissement de Lachine, Jane Cowell-Poitras se présente au poste de conseillère de ville pour le parti Union Montréal dirigé par Gérald Tremblay. Elle sera élue à trois reprises, soit aux élections municipales de Montréal en 2001, 2005 et 2009.
Mairesse suppléante depuis 2009 et réélue en septembre 2012, elle devient maire « par intérim » après la démission de Gérald Tremblay le 5 novembre suivant. Le conseil municipal de Montréal a alors 30 jours pour désigner un successeur, issu de ses rangs, qui doit demeurer en fonction jusqu'aux prochaines élections municipales prévues pour le 3 novembre 2013. Le 16 novembre, le conseil municipal de Montréal élit Michael Applebaum comme nouveau maire de la ville. Huit mois plus tard, ce dernier démissionne également et Jane Cowell-Poitras redevient mairesse par intérim du 18 au 25 juin 2013 jusqu'à l'élection de Laurent Blanchard. 
Elle ne se représente pas à l'occasion des élections municipales de 2013, après un cumul de 25 ans de service public.